# Friedrich Kiel
Friedrich Kiel (Puderbach (Bad Laasphe), 8 d'octubre, 1821 - Berlín, 13 de setembre, 1885), va ser un compositor i pedagog musical alemany. Va ser un dels professors de composició més respectats de la seva època i un dels compositors destacats de la generació entre Robert Schumann i Johannes Brahms.

## Biografia
Els pares de Friedrich Kiel van ser el mestre Johann Jost Kiel (1791–1863) i Johanne Marie Jung de Puderbach (Bad Laasphe). La família es va traslladar a Schwarzenau (Bad Berleburg) el 1827, quan Friedrich tenia uns sis anys. El fill va començar a tocar el piano i a compondre per iniciativa pròpia. En els anys següents va rebre lliçons de música del seu pare i del professor Elsoffer Karl Batta (1807–1893). Més tard li va dedicar VII Fugues per a piano, que va compondre el juliol de 1844 a Berlín.
El superintendent Appollo Kneip el va presentar al príncep Albrecht zu Sayn-Wittgenstein-Berleburg el 1835 amb motiu d'un assaig d'orquestra de l'orquestra de la cort. Després va rebre classes de violí del germà del príncep, el príncep Karl. També se li va permetre participar en l'orquestra de la cort i va crear composicions per a violí sol amb acompanyament orquestral així com variacions per a orquestra.
De 1838 a 1840 va rebre lliçons de composició del músic de cambra i flautista Kaspar Kummer (1795–1870), que vivia a Coburg. De l'1 de maig de 1840 a 1842 va ser concertino de l'orquestra de la cort i professor de música dels fills del príncep Albrecht a Berleburg. Durant aquest temps va crear composicions per a piano amb acompanyament orquestral, obertures per a orquestra i obres per a piano a 2 i 4 mans.
Gràcies a una beca del rei Friedrich Wilhelm IV, va estudiar entre 1842 i 1844 amb Siegfried Dehn, el conservador de música de la Biblioteca Reial de Berlín. A partir de 1844 va treballar com a compositor autònom i com a professor de piano i harmonia.

## La fama
L'estrena molt reeixida del seu Rèquiem en fa menor op.20 i una altra actuació a Leipzig el van fer famós de sobte. La seva Missa solemnis en do menor op.40 i l'oratori Crist també van rebre un ampli reconeixement, de manera que se li va oferir el càrrec de Sant Tomàs Cantor a Leipzig, que no va acceptar per poder quedar-se a Berlín. A partir de 1866, Friedrich Kiel esdevingué professor de composició al Conservatori Stern de Berlín durant tres anys; se li va concedir el títol de professor el 1868. Un any més tard, Kiel es va convertir en membre del Senat de la Reial Acadèmia de les Arts a la secció "Música".
El 1870 va rebre l'Orde de l'Àguila Roja i també es va convertir en cavaller d'aquesta orde. El 21 de juny de 1876, el Ducat de Saxònia-Altenburg li va concedir la Creu de Cavaller, Segona Classe de l'Orde de la Casa Ernestina de Saxònia.
Altres estacions importants de la seva carrera van ser la Universitat Acadèmica de Música (fundada el 1869), on va ser cap d'una classe de composició i, a partir de 1882, va formar part de la junta directiva de cinc membres de la Reial Universitat Acadèmica de Música i Arts Escèniques (juntament amb Joseph Joachim, Ernst Rudorff, Adolf Schulze i Philipp Spitta), així com l'Acadèmia de les Arts, on va ser nomenat per dirigir una classe magistral de composició.
Va patir greus problemes de salut com a conseqüència d'un accident de trànsit amb un carruatge de cavalls a Berlín el setembre de 1883. Va viure l'estrena del seu oratori L'estrella de Betlem op.83 el 25 d'abril de 1884 a la Casa de les Arts Reials de Berlín. L'hivern de 1884/85 va dimitir dels seus càrrecs per les conseqüències del seu accident; va morir el 13 de setembre de 1885 a Berlín. Les seves restes van ser enterrades al cementiri dels dotze apòstols de Berlín-Schöneberg. El 7 d'octubre de 1971 va ser re-enterrat al cementiri del seu lloc de naixement, Puderbach.

## Obra
Kiel va compondre en tots els gèneres musicals excepte simfonia i òpera. Com que va treballar i ensenyar com a pianista, la meitat d'aquesta obra està dedicada a la música de piano a 2 i 4 mans. A més, es van crear obres de música de cambra per a diferents conjunts, un concert per a piano, obres corals més petites a capella i amb acompanyament instrumental, així com grans formes corals: dos rèquiems, una missa solemnis i dos oratoris. Des de 1993, la Societat Friedrich Kiel treballa amb l'editorial Dohr Cologne per distribuir les obres de Kiel en edicions noves i primeres revisades.
Llista de les seves obres (L'Opus número 1 va ser assignat dues vegades per Kiel!). Aquesta llarga llista la podeu trobar en la seva biografia de la Viquipèdia alemanya.

## Estudiants de Kiel (selecció)
- Alexander Adam (1853–1917)
- Anton Averkamp (1861–1934)
- Waldemar von Baußnern (1866–1931)
- Adolf von Beckerath (1834–1915)
- Albrecht zu Sayn-Wittgenstein-Berleburg (1834–1904), Príncep i noble
- Eduard Behm (1862–1946)
- Wilhelm Berger (1861–1911)
- Emil Breslaur (1836–1899)
- Max Brode (1850–1917)
- August Bungert (1845–1915)
- Julius Buths (1851–1920)
- Frederic Hymen Cowen (1852–1935)
- T. Maude Crament (1845–1912)
- Felix Dreyschock (1860–1906)
- Oskar Eichberg (1845–1898)
- Otto Fiebach (1851–1937)
- Ernst Flügel (1844–1912)
- Theophil Forchhammer (1847–1923)
- Hermann Genß (1856–1940)
- Max Gulbins (1862–1932)
- Johannes Haarklou (1847–1925)
- Jacob Adolf Hägg (1850–1928)
- Gustav Hasse (1834–1889)
- Ottilie Heinke (1823–1888)
- Carl Heymann (1854–1922)
- Bolko Graf von Hochberg (1843–1926)
- Gustav Hollaender (1855–1915)
- Benno Horwitz (1855–1904)
- Robert Kahn (1865–1951)
- Fritz Kauffmann (Musiker) (1855–1934)
- Hugo Kaun (1863–1932)
- Friedrich Ernst Koch (1862–1927)
- Joseph Kotek (1855–1885)
- Arnold Krug (1849–1904)
- Otto Leßmann (1844–1918)
- Charles Martin Loeffler (1861–1935)
- Karl Adolf Lorenz (1837–1923)
- Ernst Markees (1863–1939)
- Arnold Mendelssohn (1855–1933)
- Erik Meyer-Helmund (1861–1932)
- Tivadar Nachéz (1859–1930)
- Otto Neitzel (1852–1920)
- Edmund Neupert (1842–1888)
- Jean Louis Nicodé (1853–1919)
- Rikard Nordraak (1842–1866)
- Zygmunt Noskowski (1846–1909)
- Siegfried Ochs (1858–1929)
- Ignacy Jan Paderewski (1860–1941)
- Erich Prieger (1849–1913)
- Max Puchat (1859–1919)
- Theobald Rehbaum (1835–1918)
- Franz Ries (1846–1932)
- Gustaw Roguski (nascut el 12 de maig de 1839 a Varsòvia, rector de 1891 a 1903 de la Universitat de Música Fryderyk Chopin de Varsòvia)
- Heinrich Schrader (1844–1911), Organista de la cort i la catedral de Braunschweig
- Arthur Seidl (1863–1928)
- Elise Sommerhoff geb. Schumann (1843–1928) Filla de Robert i Clara Schumann
- Antoni Stolpe (1851–1872)
- Ernst Hermann Seyffardt (1859–1942)
- Emil Sjögren (1853–1918)
- Charles Villiers Stanford (1852–1924)
- Bernhard Stavenhagen (1862–1914)
- Heinrich Urban (1837–1901)
- Otto Wangemann (1848–1914)
- Justus Hermann Wetzel (1879–1973)
- Otto Wolf (1849–1917)
- Hermann Wolff (1845–1902)

## Societat Friedrich Kiel i Arxiu Friedrich Kiel
La Societat Friedrich Kiel existeix des de 1979. V. amb seu a Bad Laasphe, que publica anualment els “Avisos” i un butlletí des del 2007. Els "Estudis de Friedrich Kiel" (5 vols., Verlag Dohr) es van publicar entre 1993 i 2007. L'Arxiu Friedrich Kiel es troba als arxius de la Universitat de les Arts de Berlín des de 2005.

## Enregistraments sonors (selecció)
- L'obra per a piano Vol. 1: Gran Polonesa op. 14, 11 Melodies op. 15, 2 Capritxos op. 26, Tarantelle op. 27, 2 Nocturns op., 3 Humoresques op. 59, Fantasia op. 68. Oliver Drechsel, piano (piano de cua de concert de Theodor Stöcker, Berlín 1868). Editorial Dohr
- L'obra per a piano Vol. 2: Quatre fugues en dues parts op.10; Three Romances op.5, Records de viatge op.38 i op.41, 6 Impromptus op.79, Vals (4hsg.) op.47 i op.48. Oliver Drechsel i Wilhelm Kemper (Segon), piano (piano de cua de concert de Theodor Stöcker, Berlín 1868). Editorial Dohr
- L'obra per a piano Vol. 3: Suite op. 28, Variacions en la menor sobre un tema propi (4 hd.) op. 23, Five Etudes o.op., Capriccietto op. 4, Quadres del món de la joventut op. 1, Two Little Sonates (4 hdg.) op. 6, Three Piano Pieces op. 71, Six Piano Pieces op. 72. Oliver Drechsel i Wilhelm Kemper (Segond), piano (piano de cua de concert de Theodor Stöcker, Berlín 1868). Editorial Dohr
- L'obra per a piano Vol. 4: Sis Valsos op.7, Quatre Humoresques op.42 (4a edició), Tres peces per a piano op.8; 15 Cànons d'estil de cambra op.1, melodia en re major o.op., Fughetta sobre les lletres F. H...g o.op., deu peces per a piano op.74 (4hd.). Oliver Drechsel i Wilhelm Kemper (Segon), piano (piano de cua de concert de Theodor Stöcker, Berlín 1868). Editorial Dohr
- Quartet de corda op.53 núm.1; Vals per a quartet de corda op 73. Bamberg String Quartet. Cavalli Records
- Quintets amb piano núms. 1 i 2; Ilona Prunyi, piano, New Budapest String Quartet
- Missa solemnis op 40; Obertura a gran orquestra op 6. Lindner, Röttger, Graf, Dewald, Fläth, Rundfunkchor & RO Köln, Froschauer. Capriccio
- Travel Pictures op.11 per a piano i violoncel; Sonata op.52 per a piano i violoncel, 3 peces op.12 per a violoncel i piano; Hans Zentgraf, violoncel, Christoph Ullrich, piano. ODM
- Sonata per a piano i violoncel op.67 i superiors; Petita Suite per a piano i violoncel op.77; Hans Zentgraf, violoncel, Christoph Ullrich, piano. ODM
- Friedrich Kiel-A Composer Portrait (incloent Liederkreis op. 31) Anja Ganschow, soprano, András Vermesy, piano (piano de cua de concert Steingraeber, 1911)